# 泰科科塔環礁
泰科科塔環礁（Tekokota）是南太平洋法屬波利尼西亞的環礁，屬於土阿莫土群島的一部分，位於希庫埃魯環礁以北22公里，由希库埃鲁市镇管辖，長5公里、寬3.5公里，土地面積1平方公里，潟湖面積5.1平方公里，島上無人居住。

## 外部連結
- NZTEC - Spanish voyages of the 18th century （页面存档备份，存于）
- Atoll list (in French)

17°19′S 142°37′W / 17.317°S 142.617°W